# Liste von militärischen Schriften aus dem alten China
Die Liste von militärischen Schriften aus dem alten China enthält die Sieben Militär-Klassiker und weitere Schriften aus China.

## Sieben Militär-Klassiker
Die Sammlung der sogenannten Sieben Militär-Klassiker (chinesisch 武經七書 / 武经七书, Pinyin Wǔjīng qīshū) aus der Song-Zeit besteht aus den folgenden sieben älteren Werken:
- Tai Gongs sechs geheime Lehren bzw. Sechs Militärstrategien des Tai Gong (Tai Gong liutao 太公六韜)
- Die Methoden des Sima (Sima fa 司馬法)
- Sunzis Kunst des Krieges (Sunzi bingfa 孫子兵法)
- Wuzi (Wuzi 吳子)
- Wei Liaozi (Wei Liaozi 尉繚子)
- Die drei Strategien des Huang Shigong (Huang Shigong sanlüe 黃石公三略)
- Fragen und Antworten zwischen Tang Taizong und Li Weigong (Tang Taizong Li Weigong wendui (唐太宗)李衛公問對)

## Weitere Schriften
- Sun Bin über die Kriegskunst (Sun Bin bingfa 孙膑兵法)
- 36 Strategeme, Tan Daoji zugeschrieben